# Anshan Iron and Steel Group
Anshan Iron and Steel Group (chinesisch 鞍山钢铁集团公司, Pinyin Ānshān Gāngtiě Jítuán Gōngsī) ist ein Unternehmen aus der Volksrepublik China mit Firmensitz in Anshan.
Das Unternehmen war 2022 mit einer Produktion von 55,7 Mio. Tonnen der drittgrößte Stahlhersteller der Welt. Angang Steel Company Limited ist ein Tochterunternehmen der Anshan Iron and Steel Group.

## Geschichte
Die Wurzeln reichen zurück bis 1916 als die Anshan Iron & Steel Works gegründet wurde. Ein massiver Ausbau erfolgte durch die Südmandschurische Eisenbahn in der Zwischenkriegszeit. Der Betrieb hieß seit 1933 Shōwa Seitetsusho (昭和製鋼所). Die Kapazität lag 1938 bei 750.000 t Roheisen, 580.000 t Stahl. Die Produktion ging im März 1938 an das halb-staatliche Konglomerat Manshū Jūkōgyō Kaihatsu über. Nach der Befreiung Chinas 1948 wurden die nicht kriegszerstörten Reste des Unternehmens in Volkseigentum überführt und weiter ausgebaut.
2021 erfolgte der Zusammenschluss mit / die Übernahme von 51 % der Anteile von Ben Gang Steel (Benxi Steel).